# Aplonobia inflata
Aplonobia inflata är en spindeldjursart som beskrevs av Meyer 1987. Aplonobia inflata ingår i släktet Aplonobia och familjen Tetranychidae. Inga underarter finns listade i Catalogue of Life.